# Стан-Бехтемір
Стан-Бехтемі́р (рос. Стан-Бехтемир) — село у складі Бійського району Алтайського краю, Росія. Адміністративний центр та єдиний населений пункт Калінінської сільської ради.

## Населення
Населення — 1082 особи (2010; 1096 у 2002).
Національний склад (станом на 2002 рік):
- росіяни — 93 %